# Frederik Christian Eilschov
Frederik Christian Eilschov (født 13. februar 1725, død 15. oktober 1750) var en dansk filosof.
Frederik Christian Eilschov fødtes i Rynkeby på Fyn, hvor hans fader, Laurids Christian Eilschov (født i Odense 29. december 1695, død 31. marts 1764), var sognepræst. Moderen var Cathrine født Munderlow (født 1690). Uden at have gået i nogen offentlig skole blev Eilschov 1741 student (dimitteret af Odense Skoles rektor) og 1742 Baccalaureus, lagde sig navnlig efter filosofi, men erhvervede sig samtidig en omfattende viden på forskellige andre områder, udgav allerede i sit 18. år En kort Anvisning til at eftertænke, indrettet efter de ustuderedes Begreb (1743), tog 3 år senere magistergraden (1746), fik Borchs Kollegium (1747), holdt der offentlige forelæsninger over forskellige filosofiske emner og udsendte samtidig, slag i slag, det ene filosofiske arbejde efter det andet, vandt betydelig tilslutning, vakte stort røre og store forventninger, men bortreves af døden allerede efter en 4-årig virksomhed, kun 25 år gammel.

## Eilschovs tanker om teori og praksis
Han var et mærkeligt stjerneskud på vor litteraturs himmel. Ligesom Ludvig Holberg sætter han sig ingen ringere opgave end den at opdrage sit folk, og det vil for ham som for Holberg først og fremmest sige: at rationalisere det. Men som han er forskellig fra Holberg i anlæg og tilbøjeligheder, vælger han også andre midler og veje og peger til dels på andre mål end denne. Det er for Eilschov livet og videnskaben, der først og fremmest må bringes i langt inderligere forening end hidtil. Livet skal ordnes og højnes ved videnskabens indflydelse, og omvendt skal videnskabens mål og veje bestemmes ved livets virkelige krav. Hidtil har der været en kløft mellem begge: "Man maa leve, som man vil, naar man ikkun tror, som man skal" har bl.a. været løsenet. "Nu derimod har Fornuften sat sig i sin rette Frihed; nu har den gjennem mange forudfattede Meninger, uanset Præsternes Myndighed og Religionens Tvang, besteget sin Trone. Hvad gjør den der? Den regerer Mennesket efter nye og magelige Love."
Men skal videnskaben magte denne sin opgave, må den være filosofi eller i det mindste ledes af filosofi. Den bliver ellers let falsk overfladiskhed eller tom, uvæsentlig lærdom. Det er ikke nok at have smag; man må også have hjerne; og det er ikke nok at være grundig; man må også kunne skelne mellem grundighed på rette og på urette sted. At lære alle Londons gader udenad kan være priseligt nok, men vel at mærke: kun såfremt man bor der. At endog mænd som Holberg have kunnet stå halv ligegyldige eller afvisende over for filosofien – selv efter at Leibniz har levet –, forbavser ham. Thi at der er en endog overordentlig værdifuld kerne bag skallerne, er dog let nok at se. Han vil ingenlunde uden videre forkaste åbenbaringen og åbenbaringsteologien; men man må begynde filosofisk, begynde med den naturlige teologi for ret at forstå den åbenbarede, for at kunne skelne rettelig mellem tro og overtro. "Et Menneske synder; en Oxe eller et Faar skal lide; bliver dermed den Skyld og Straf borttagen, som hviler over Synderen selv? Det kommer mig for, som om man vilde frelses fra Tandpine ved at lægge et Plaster paa sin Albue eller holde det for rimeligt, at en andens Aareladelse kunde hemrne min Sygdom." Og på samme måde med den verdslige videnskab: "Dersom Filologien og de saakaldte smukke Videnskaber læres eller forhandles uden Filosofi, gjøre de Folk til Pedanter". Væsentligt og uvæsentligt glider i ét for dem, og de kommer til at anse de gamles tøfler, skjorter og andre lapperier for ting af vigtighed.

## Det danske sprog
Og som videnskabens indhold må være noget væsentligt, må dens form være almenfattelig. Thi det er videnskabens opgave at gå ud over akademiernes snævre grænser, ud iblandt folk i den vide verden, til almindelig nytte. Selv kvinden skal ingenlunde være udelukket fra at lære noget virkeligt. Også fremstillingsformen må derfor holdes fri for alt pedanteri; således må f.eks. Christian Wolffs "matematiske" formalisme forkastes. Spøg og alvor må godt følges ad. "Det er muligt paa én Gang baade at tænke ret og at tale net." Men første og væsentligste betingelse for, at dette krav til fremstillingsformen kan blive opfyldt, er den, at vi går til "vor Fru Moders Maal". Det er i virkeligheden "baade overflødigt nok til at lære alle fornødne Videnskaber paa, saa og saa sirligt, fyndigt og veltalende, at vi ej alene saa godt som andre kan fremsætte den tørre Sandhed, men endog udpynte den med alle de Sirater, som Talekunsten udkræver". Ja ikke blot er det muligt og for formålets skyld nødvendigt at gå til modersmålet; men også af indre grunde bør det gøres. Thi både for forfatter og læser "er intet tjenligere til at skille Avner fra Kornet, Ting fra Ord, Visdom fra Sladder end at foredrage sine Tanker og filosofiske Lærdomme paa et Sprog, som alle forstaa". I et land, hvor alle lærde taler latin, kan man let af sig selv eller andre blive anset for lærd, blot fordi man også taler sproget, ligesom mangen en tåbe har bildt sig ind at være filosof, blot fordi han havde kappen og skægget. Det nytter ikke at undskylde sig med, at modersmålet vel kan bruges til forskellige andre ting, men ingenlunde til noget så højt og vanskeligt som filosofi; thi al vanskelighed her forsvinder netop, når man klæder tankerne i det hjemlige sprog. "Ingen filosofisk Sandhed har nødig at frygte for Lyset, og dens indvortes Dejlighed behager aldrig Tilskueren mere, end naar den omgives af en udvortes Klarhed."

### Sproglige nydannelser
Også fremmede kunstord er overflødige og skulle afløses af danske, og Eilschov foreslog i sin latinske disputats Cogitationes de scientiis vernacula lingva docendis cum specimine terminologiæ vernaculæ (1747) en betydelig række danske kunstord, såsom "sædelighed", "sindsbevægelse", "sandsynlighed", "lærestol", "høresal" osv. I sin lille tænkelære fra 1743 og i ethvert af hans senere skrifter er hans sprog rent og klart. Den tunge sætnings- og periodebygning fra Holbergs prosa ses i Eilschovs første arbejder; men i flere af de sidste er stilen så let og livlig som i en mere moderne bog. Uden at være egentlig sprogforsker blev Eilschov som sprogrenser og stilist derfor af banebrydende betydning.
Han skiftede Acitivité ud med "Virksomhed", dannet efter tysk Wirksamkeit, og fortsatte med nydannelser som *Dømme-Kraft", "Selv-Bedrag", "Legems-Bygning", "overhåndtagende", "overordentlig", "selvbevidst", og verb som "at omkredse" - ord, der er i levende brug til denne dag. Eilshov inspirerede med dette andre og fik sat fart i sprogrensningen, så allerede fra 1750 mærkes en aftagende brug af fremmedord i tekster.

## Pædagogiske teori
Naturligvis skal denne opdragelse helst begynde allerede i ungdommen; men det vil da være nødvendigt, at skolerne blive stærktforbedrede. Det næsten enerådende sprogpiskeri tjener kun til at overvælde hukommelsen og opdrager slet ikke tanken, endsige karakteren. For en stor del bør det derfor ombyttes med dyrkelsen af filosofien, ved hvilket udtryk Eilschov forståar ikke blot tænkelære, sjælelære og lignende, men efter datidens sædvanlige sprogbrug også samtlige teoretiske naturfag . Men skulle disse fag ordentligt øve deres virkning, må man ikke atter her gøre alt til en hukommelsessag og lade eleverne lære småbøger på remse, mens hverken lærerne eller de selv forstår noget deraf som ellers var almindeligt dengang, og til forebyggelse heraf ville det være heldigt, om man i stedet for klasselærere ("Lektiehørerne", der hver havde sin klasse i alle fag) indførte faglærere, som virkelig havde kærlighed til deres fag og forstod langt mere deraf, end de skulle meddele eleverne. Afskaffede man så desuden den pedantiske skoletugt og indførte et friere og ædlere forhold mellem lærer og elev, og sørgede man så vidt muligt for, at kun de, der virkelig havde evne og anlæg, kom til at studere, ville man se et ganske anderledes rigt udbytte af skolegangen end før.

## Ligestilling i uddannelsen
Men ikke blot drengenes, også pigernes opdragelse skulle være en helt anden. I Eilschovs tid lærte de kun alt, hvad der kunne gøre dem skikkede til at behage: at synge, danse, tale fransk – for at kunne besvare komplimenter og læse dårlige romaner, osv. Dette er selvfølgelig højst forkert. De ville ikke i mindste måde sætte deres elskværdighed til ved at lære noget virkeligt, og da de åndelige evner er ens hos de to køn, ville der intet være i vejen for væsentlig at opdrage dem ens. End ikke den egentlig videnskabelige vej bør forbeholdes mændene. Eilschov ville langt foretrække at se en kvinde med et venligt og indtagende væsen på en akademisk lærestol frem for "en bleg Mand med forlæste Øjne og Parykken paa det ene Øre". Kvindens medfødte ynde, mener han, ville sikkert virke med til, at foredraget gennemgående blev klart og behageligt, og en ikke ringe mængde pedanteri ville sikkert ved hendes medvirken snart forsvinde fra den lærde verden. "Havde jeg levet paa de lykkelige Tider, da en Theano, en Aspasia, en Diotime vare Læremesterinder i de alvorligste Videnskaber, hvor skulde jeg ikke have ført mig deres Undervisning til Nytte!" Kun i én henseende ønsker han ikke pigebørnenes opdragelse indrettet efter drengenes, i alt fald som denne foreløbig var: de skulle ikke som disse med tilsidesættelse af modersmålet overfyldes med de gamle sprog. Vi bør i så henseende lære af grækerne, der holdt deres
modersmål i ære og ingenlunde opdrog deres ungdom på ægyptisk.

## Skriftlige arbejder
Adskillige af disse tanker findes allerede udtalte eller antydede i Eilschovs første større værk: Filosofiske, historiske og økonomiske Skrifter, der udkom 1746-47 med en fortale af Peder Kofod Ancher og en tilegnelse til Hans Gram. Dette arbejde har endnu et noget tungt og tørt præg over sig og er fuldt af lærde anmærkninger og henvisninger. Snart har Eilschov sikkert selv følt dette, og kort efter behandler han derfor til dels de samme emner på ny i sine Filosofiske Breve (1748). Både stil og behandlingsmaade er her lettere og elegantere. Det er vel nærmest de Leibniz-Wolfske grundtanker, hvorover alt er bygget; men Eilschov gennemfører dem med en usædvanlig klarhed og betydelig selvstændighed. En afhandling om dyrene giver ham anledning til at fremkomme med et varmt indlæg for en mildere og hensynsfuldere behandling af disse. Til en afhandling om Pythagoras knytter han de første antydninger af sine skoletanker. I en oversættelse af Fontenelles En tretiens sur la pluralité des mondes (Fontenelles Samtaler om flere end én Verden, 1748) og i sit Forsøg til en Fruentimmerfilosofi eller alvorlige og lystige Samtaler med et Fruentimmer om det, der er nyttigt og fornøjeligt i alle Filosofiens Parter (1749) udvikler han dem videre, og det er disse indstrøede bemærkninger, der karakteriserer ham bedst og for nutiden frembyder den største interesse.
Eilschov har endvidere oversat et stykke af Seneca (Om den fyrstelige Naade, 1747), et udtog af Traianus Boccalinus (Betænkning over de 7 vises Tanker om Verdens Forbedring, 1747) og Voltaires Zadig (1750). Desuden har han leveret forskellige mindre afhandlinger og tidsskriftsartikler, til dels som gensvar på angreb fra forskellige sider.

## Filosofisk polemik
Thi sådanne angreb udeblev naturligvis ikke. Selv Holberg så jo med ængstelse på sprogrensningsbevægelsen i og uden for landet og indvender lejlighedsvis  mod Eilschov, at det ikke går an at sige "Høresal", da dette ord også kan betegne "et stort Værelse, hvorudi man forvarer Hør og Hamp". Mod Eilschovs sprogrensningsforsøg optrådte også den norske digter Peder Christopher Stenersen med sine Kritiske Betænkninger over Mag. Eilschovs Prøve paa en dansk Kunstordbog (1748) foruden et par andre. Eilschov tager til genmæle i et sprudlende livligt lille arbejde: Gjensvar paa de Kritiske Betænkninger, forfattet "en galop" og forsynet med mottoet: "Du sollst dich nicht verblüffen lassen" ("Du skal ikke lade dig forbløffe"). Endnu stærkere blev han dog angrebet for sine ytringer om skolerne. Det var 6. lektiehører ved Frue Skole i København Jacob Høyer, der her gik i spidsen og i et langt latinsk indlæg (1749) temmelig forvirret og næsten som med en ond samvittighed søgte at frede om det bestående. Eilschov imødegaar ham med en let overlegenhed i sit Brev til en god Ven i Provinsen (1749), påviser her, hvor lidt modstanderen har forstået ham, og hvor vedholdende han skyder ved siden af, og fremhæver, hvorledes han (Eilshcov) blot i al almindelighed har ivret mod ufrugtbarhed, tyranni og pedanteri i undervisningen; har nogen følt sig truffet, må det derfor blive vedkommendes egen sag.
Men også af endnu ringere mænd blev Eilschov angrebet. Hans ungdom, hans kække og frodige forfattervirksomhed, den lykke, han gjorde, skabte ham selvfølgelig en mængde misundere, og havde man intet andet at anke over, så angreb man netop denne ungdom, kækhed og frodighed. Fra myndighedernes side gjordes der intet for ham, og først, da det en skønne dag hed: Mag. Eilschov er død! lød der klagende røster over det unge dristige geni, måske "en anden Holberg", ja måske "en større", der så brat var revet bort, endnu før man ret havde fået tid til at skønne dets værd.
"En anden Holberg" var Eilschov nu dog næppe blevet, og nationen trængte da heller ikke først og fremmest til en sådan gentagelse. Men tager man i betragtning, at hele denne sunde, kække og righoldige forfattervirksomhed skrev sig fra en 25-årig ung mand, og lægger man dernæst mærke til, hvorledes der spores fremskridt i form som i indholdsfylde så at sige fra bog til bog, så fristes man unægtelig til den formodning, at havde det været ham beskåret at opnå Holbergs livsalder, da ville han sikkert have bygget således med på den frembrydende Oplysningstids åndsværk, at dette havde fået langt rigere og mægtigere former og så holdbare, at det efterfølgende bølgeslag i slægtens udvikling ikke som nu næsten fuldstændig havde formået atter at skylle alt over ende, hvad der var nået af sandt og godt på de områder, den tid skænkede sine varmeste interesser.